# Bestavaripeta
Bestavaripeta é uma vila no distrito de Prakasam, no estado indiano de Andhra Pradesh.

## Demografia
Segundo o censo de 2001, Bestavaripeta tinha uma população de 6496 habitantes. Os indivíduos do sexo masculino constituem 53% da população e os do sexo feminino 47%. Bestavaripeta tem uma taxa de literacia de 70%, superior à média nacional de 59,5%; com 61% para o sexo masculino e 39% para o sexo feminino. 11% da população está abaixo dos 6 anos de idade.